# Rhizostomatidae
Famille
Les Rhizostomatidae sont une famille de méduses, de l'ordre des Rhizostomeae.

## Liste des genres
| Selon World Register of Marine Species (17 janvier 2015) : ___ - genre Eupilema — 1 espèce - genre Nemopilema — 1 espèce - genre Rhizostoma Cuvier, 1800 — 3 espèces - genre Rhopilema Haeckel, 1880 — 6 espèces | Selon ITIS (17 janvier 2015) : - genre Rhizostoma Cuvier, 1800 - genre Rhopilema Haeckel, 1880 - genre Stomolophus L. Agassiz, 1862 |

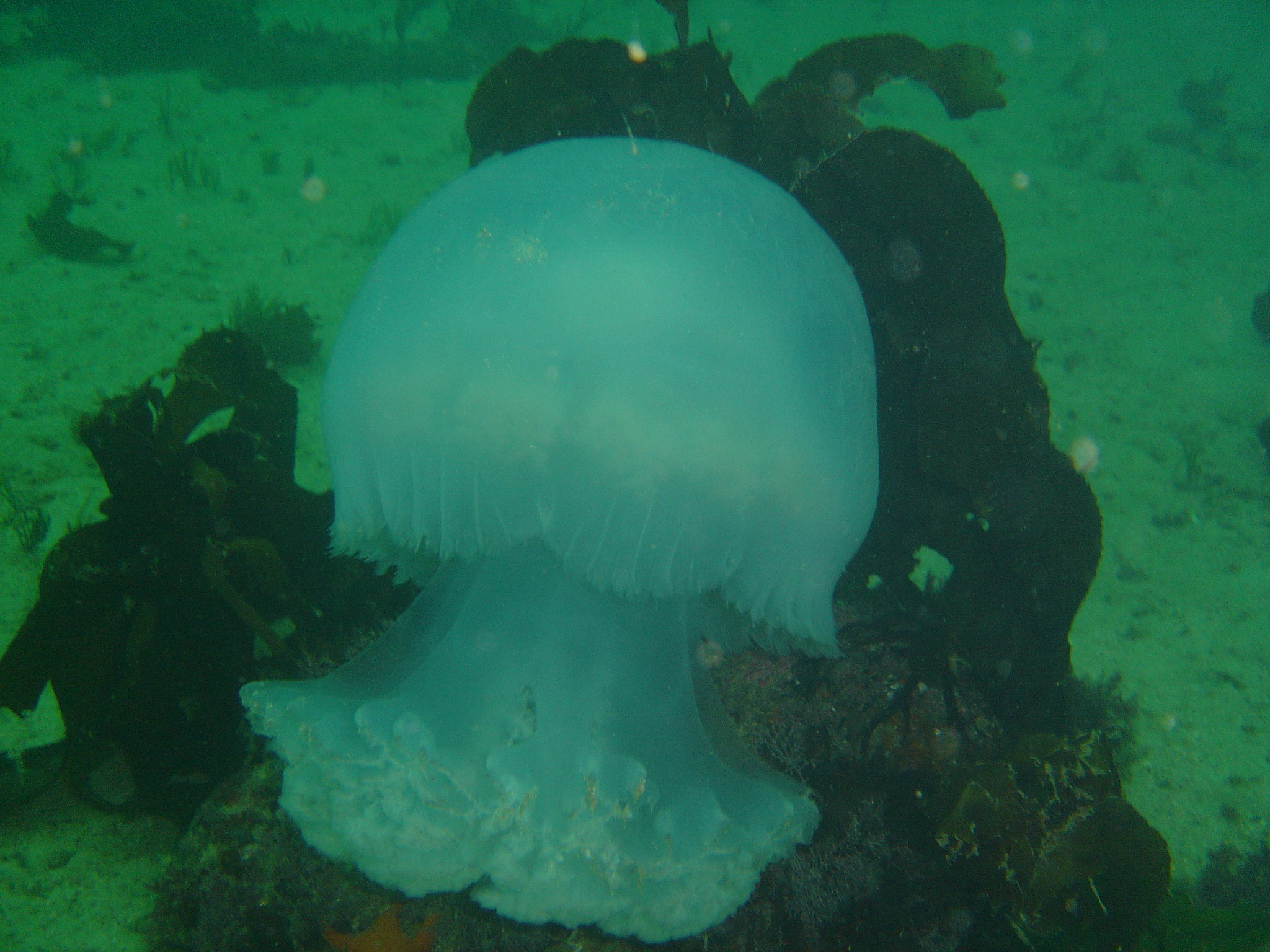
Eupilema inexpectata
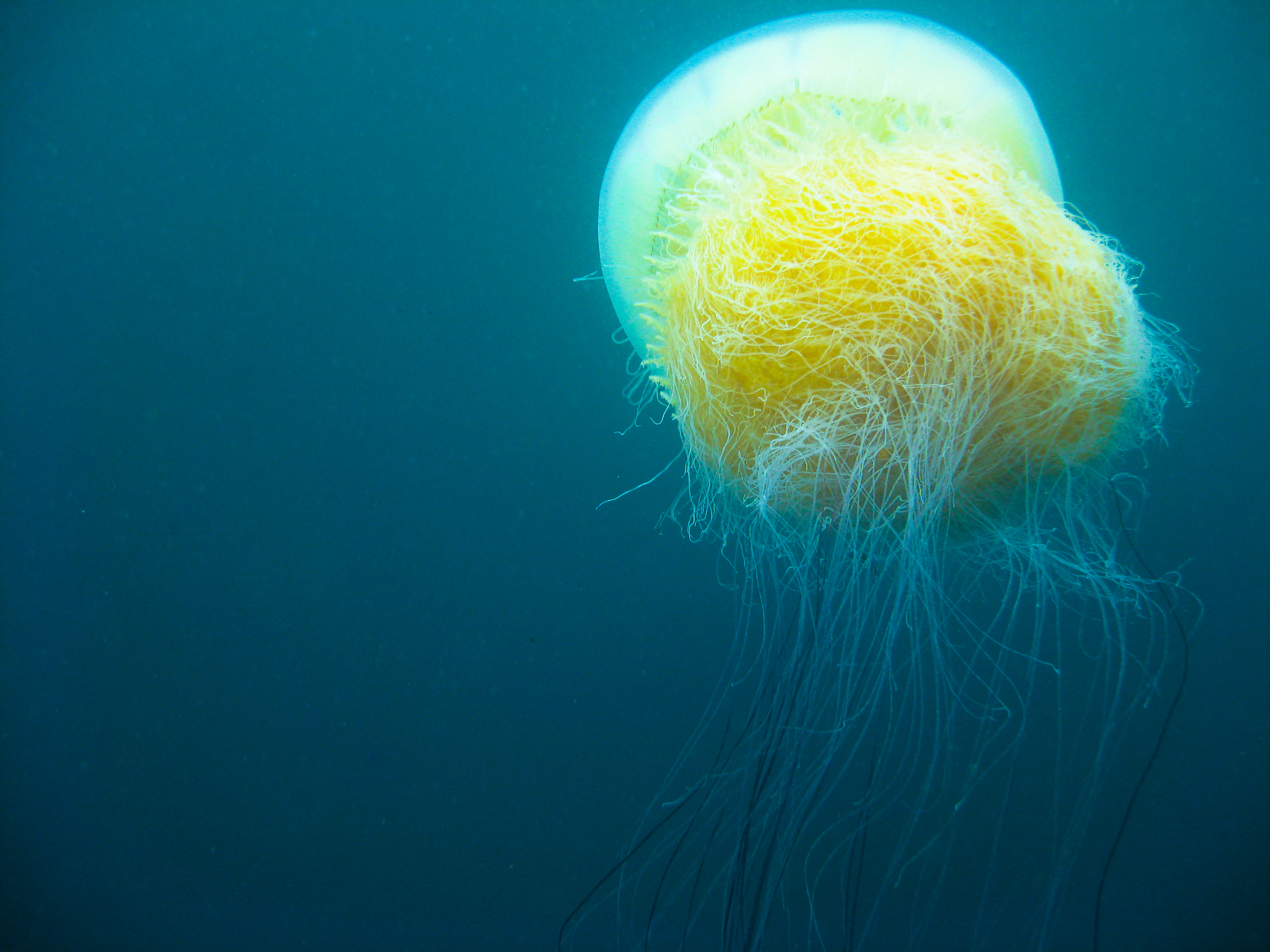
Nemopilema nomurai
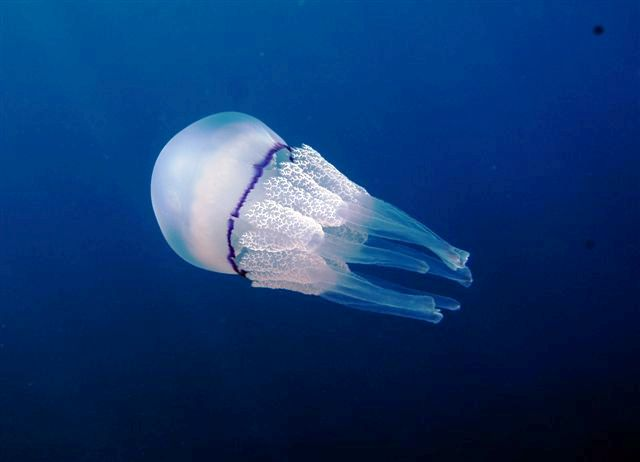
Rhizostoma pulmo
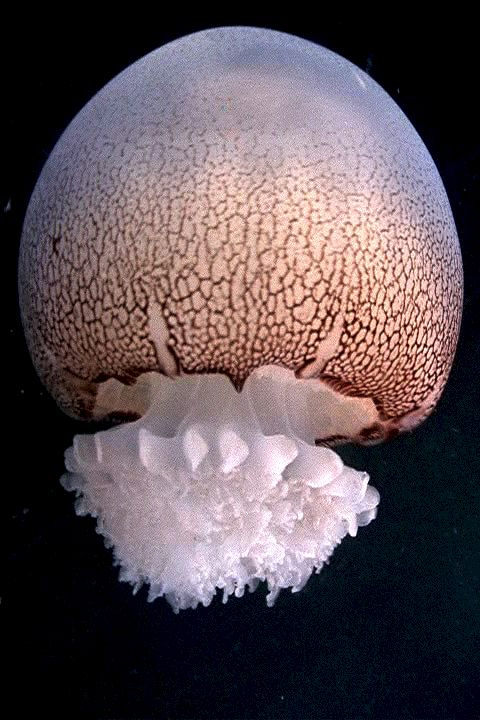
Stomolophus meleagris